# Kubikingenieurrute
Die Kubikingenieurrute war ein österreichisches Volumenmaß. Die Maße Fuß, Zoll, Linien sind alle österreichisch.
- 1 Kubikingenieurrute = 1000 Kubikfuß ≈ 921,5366 Pariser Kubikfuß ≈ 31,58774 Kubikmeter (nach anderer Quelle: Rute zu 12 Fuß, also 1728 Kubikfuß ≈ 54.584 Liter[1])

Der zu Grunde liegende Kubikfuß wurde in 1000 Kubikzoll (dezimal) mit je 1000 Kubiklinien (dezimal) geteilt.
Allgemein galten aber diese Werte:
- 1 Kubikfuß = 1728 Kubikzoll zu je 1728 Kubiklinien = 0,03158774 Kubikmeter = 1892,415 Pariser Kubikzoll = 0,9215366 Pariser Kubikfuß

Das Längenmaß Ingenieurrute hatte 10 Fuß zu 10 Dezimalzoll zu 10 Dezimallinien.
- 1 Ingenieurrute = 1401,307 Pariser Linien = 3,1611095 Meter (Rechnungswert).[2]